# Vincent Scourneau
Vincent Scourneau (Eigenbrakel, 22 juni 1967) is een Belgisch politicus voor de MR en sinds 2001 burgemeester van Eigenbrakel.

## Levensloop
Scourneau volgde middelbaar onderwijs aan het koninklijk lyceum van Eigenbrakel en studeerde rechten aan de Université Saint-Louis en de UCL. Sinds 1995 is hij advocaat aan de balie van Nijvel.
Zijn politieke carrière begon bij de jeugdafdeling van de liberale partij, JRL, waar hij ook actief was als lokaal voorzitter. Hij ging als attaché werken voor de PRL-FDF-fractie in het Brussels Hoofdstedelijk Parlement en was van 1999 tot 2004 kabinetsmedewerker van minister in de Waalse Regering Serge Kubla, waar hij bevoegd was voor de juridische diensten en de herstructurering van bedrijven. In die periode was hij tevens regeringscommissaris bij Waalse beheers- en participatiemaatschappij SODEPA en de intercommunale voor het beheer van het circuit Spa-Francorchamps, alsook voorzitter van de vaste commissie voor het onderzoek naar de structuur van bedrijven.
In 2000 werd Scourneau voor de toenmalige PRL verkozen tot gemeenteraadslid van Eigenbrakel, waar hij sinds 2001 burgemeester is. Toen hij aantrad als burgemeester, was Scourneau de jongste burgemeester in de geschiedenis van Eigenbrakel. Hij werd in 2000 ook verkozen als provincieraadslid voor Waals-Brabant, wat hij bleef tot in 2014. 
Bij de federale verkiezingen van 25 mei 2014 stond Scourneau als eerste opvolger op de MR-lijst voor de Kamer van volksvertegenwoordigers in de kieskring Waals-Brabant. In oktober 2014 werd hij volksvertegenwoordiger ter opvolging van Charles Michel. Hij bleef dit tot aan de verkiezingen in mei 2019, toen hij terug als eerste opvolger op de Waals Brabantse MR-Kamerlijst stond. In november 2019 werd hij in opvolging van Charles Michel opnieuw Kamerlid. In juni 2024 werd hij herkozen in deze functie.